# Hoy es fiesta (programa de televisión)
Hoy es fiesta fue un programa de televisión emitido por TVE en 1959.

## Formato
Emitido la noche de los domingos, el programa encontraba encaje en el formato conocido como de «variedades», con actuaciones musicales, humor, etc.

## Presentación
La presentación corrió a cargo de la joven actriz María Mahor, muy de moda en la época, porque acababa de protagonizar el gran éxito del cine español El día de los enamorados. Ante los continuos fallos habituales en una emisión en directo, y especialmente con unos medios tan precarios como los que existían en la época, la presentadora solía exclamar la frase ¡Qué maravilla!, que se hizo tremendamente popular entre los españoles de la época.